# Wildhood
Wildhood es una película dramática canadiense, dirigida por Bretten Hannam y programada para estrenarse en 2021. Una expansión del cortometraje anterior de Hannam Wildfire, que fue el ganador del premio al Mejor Cortometraje en los premios Screen Nova Scotia en 2020, la película está protagonizada por Phillip Lewitski como Link, un adolescente indígena en un viaje de autodescubrimiento con sus dos espíritus amigo Pasmay (Joshua Odjick) tras la muerte de su madre.
El reparto también incluye a Michael Greyeyes, Joel Thomas Hynes, Savonna Spracklin, Jordan Poole, Samuel Davison y Avery Winters-Anthony.
El guion de la película ganó el premio Pitch This de Telefilm Canadá competencia en el Festival Internacional de Cine de Toronto de 2018 y fue financiado por Telefilm Canada en 2019. La película entró en producción en 2020 en el área de Windsor, Nueva Escocia.
La película está programada para estrenarse en el Festival Internacional de Cine de Toronto de 2021 el 10 de septiembre de 2021. Ha sido adquirido para distribución comercial por Films Boutique.
 